# Le più colte
Il motu proprio Le più colte, redatto in italiano, disciplinò la drastica svolta liberalizzatrice dello Stato Pontificio in tema della politica agraria attuata da papa Pio VII già nel 1801, primo anno del suo pontificato. 

## Contenuto
Nel documento, si decreta la completa libertà di produzione e vendita di granaglie (granoturco, farina, ecc. eccetto il pane) all'interno dei confini dello Stato Pontificio, al fine di migliorare il benessere generale della popolazione, fermo il divieto delle esportazioni, dal momento che si predilige il consumo all'interno dello Stato.
Viene anche istituita, per la prima volta, la Deputazione dell'Annona per la supervisione della produzione agraria, mentre vengono abolite alcune restrizioni di tipo corporativo in materia di "grascia": con l'istituzione del libero commercio delle granaglie è inclusa la libertà di formularne il prezzo e l'abolizione dell'obbligo di vendita all'Annona di Roma, oltre all'abolizione dell'università dei "Fornari".
Il documento è più impegnativo del motu proprio precedente, in cui queste riforme venivano preannunciate: infatti, questa volta si cita esplicitamente l'ispirazione ideologica dalle dottrine liberali dei paesi più avanzati ("Le più colte nazioni d’Europa ed alcune popolazioni d’Italia" dell'incipit) e non solo la necessità causata da esigenze contingenti. Nel motu proprio successivo, verrà esteso il numero di corporazioni e università soppresse.